# 東日本大震災による電力危機
東日本大震災による電力危機（ひがしにほんだいしんさいによるでんりょくきき）では、2011年3月11日の東日本大震災以降、地震と津波で発電所などの電力設備が被害を受けたこと、また福島第一原子力発電所事故後に日本国内の原子力発電所が安全審査のため停止していることなどによって発生している、電力への影響を述べる。
震災直後の2011年3月は設備被害や原発事故に伴う電力供給低下により東京電力管内で輪番停電実施を伴う電力危機が発生、同年夏季には原発停止の影響が大きくなる中東北電力・東京電力・関西電力などの管内で、2011-2012年冬季には原発停止により関西電力・九州電力管内でそれぞれ節電を実施した。
2012年夏季以降も供給不足が懸念され節電が実施された一方、原発安全審査の妥当性、地元同意を主とした再開の是非、日本の原子力政策やエネルギー政策などが議論されている。

## 概要

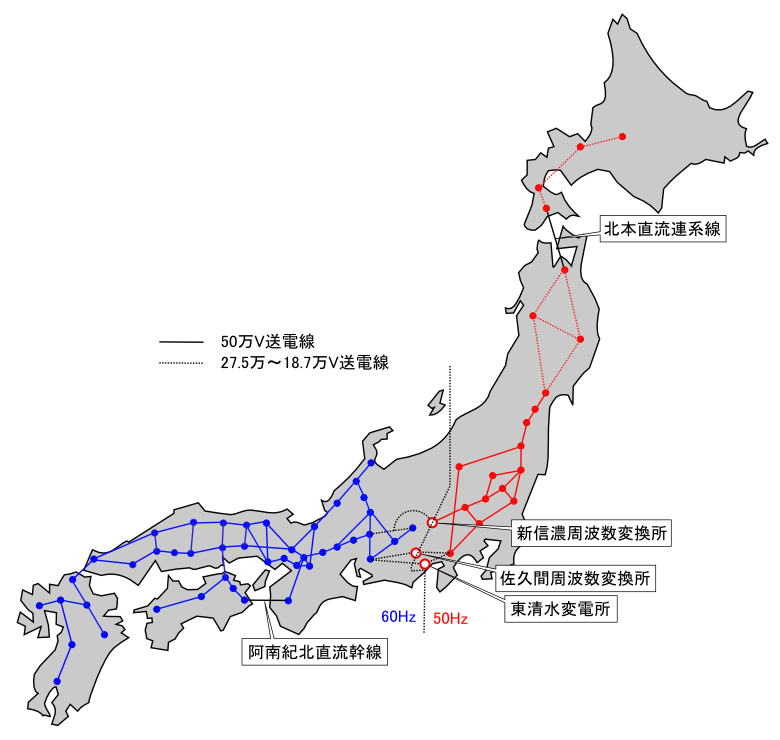
日本の電力網。明治時代に初導入された交流発電機の製造国が、東西で異なっていた事に由来し、東日本の商用電源周波数は50Hz、西日本は60Hzと異なる。融通可能な電力に余裕があっても、周波数変換所の能力が2011年3月現在100万kWに限られているため、これを超える電力を東西間で融通することは出来ない。

2011年3月11日に東北地方太平洋沖地震が発生し、東北・関東の広い範囲で停電が起きた。東京電力管内では、茨城県全域など、405万世帯が停電した。東北電力管内では、3月11日の地震発生2時間後である午後5時時点で青森県・秋田県・岩手県全域、および山形県・宮城県のほぼ全域、福島県の一部地域（福島市、伊達市、伊達郡など）が停電し、東北地方での停電は全体で約440万世帯にのぼった。
地震と津波で複数の発電所が停止したため、東京電力と東北電力では供給できる電力が不足した。電力の需要と供給のバランスが崩れると、管内全体の大規模停電につながる恐れがあった。そのため、両社管内での電力使用抑制を両社・日本国政府が呼びかけて需要の抑制を図ったほか、被災した発電設備や電力流通設備の復旧、被災していない電力会社からの融通を実施した（商用電源周波数の違いにより、西・中日本からの融通には限界があり）。しかしピーク時の需要超過が予想されたため、東京電力と東北電力の管内では3月14日から、供給不足に陥ると予想される時間帯に地域を区切って順々に停電させる、輪番停電（計画停電）の実施の可能性があることを発表した。
東京電力の管内では、3月14日から28日にかけて計画停電を行った。周知の方法や区割り等を巡って混乱が発生したほか、停電に伴って社会活動全般に影響が生じた。東北電力の管内では、他社からの融通などで供給を確保し、実施せずに済んだ（そもそも被災規模が大きく、需要回復が遅れていた）。その後は供給回復と需要抑制によって、計画停電を行わずに済むレベルで推移している（2011年当時。なお両社では、需要が逼迫した場合には再び実施する可能性があるとした）。
電力需要が少ない時期にあたる春は上記のように乗り越えたが、冷房などにより電力需要が年間のピークに達する夏季には再び供給不足に陥る可能性が懸念されたことから対策が検討され、政府は5月13日に東北電力・東京電力管内において夏季のピーク時間帯で需要の15%削減（ピークカット）を目指すことを発表した。また、契約電力500kW以上の大口需要家に対して電気事業法第27条に基づく法的拘束力のある「電力使用制限」を発動することを発表し、7月1日から9月上旬にかけて実施した。対象地域では大口需要家の企業を中心に様々な節電施策を実施し、家庭などでも社会運動として節電を行った。
一方で、福島第一原子力発電所事故によって原発の安全性に対する危機が高まったことで、日本国内各地の定期検査中の原子炉の再稼働が延期されはじめたほか、5月には運転中だった中部電力浜岡原発の4, 5号機を内閣総理大臣菅直人の要請により運転停止した。再稼働延期は徐々に増加していき、2011年2月に71%前後だった原発稼働率は、2011年12月には15%まで低下した。そのため、震災の影響を直接受けていないが原発依存度の高い関西電力や九州電力で、電力需要が夏季に準じてピークに達する冬季に、自主的な節電要請を行う事態となった。

## 発電所の被害

### 東京電力
地震後、福島第一原子力発電所の稼働していた1 - 3号機、福島第二原子力発電所の1 - 4号機が地震により停止した。福島第一原子力発電所の4 - 6号機は定期検査で停止中だった。福島第一原子力発電所では地震の影響で冷却水を供給するための電力を確保不能な状況に陥った。その後、原子炉格納容器内の圧力上昇、弁からの放射性物質の排出、水素爆発による原子炉建屋の崩壊、第一原発及び第二原発の周辺住民への避難指示が出されるなど、重大な原子力災害へと進展した。
このほか、広野火力発電所の2・4号機、常陸那珂火力発電所の1号機、鹿島火力発電所の2・3・5・6号機、大井火力発電所の2・3号機、五井火力発電所の4号機、東扇島火力発電所の1号機が停止し、水力発電所も福島県内で14箇所、栃木県内で4箇所、山梨県内で4箇所、変電所も9箇所が停止した。一方新潟県の柏崎刈羽原子力発電所は通常運転を継続した。
その後、五井火力発電所については3月12日午前1時までに運転を再開し、3月13日10時時点では水力発電所はすべて復旧、変電所の停止が4箇所に減少した。
また発電量の8割程度の供給を受けている日本原子力発電東海第二発電所で1基の原子炉が自動停止した。東海第二発電所では使用済み核燃料貯蔵プールから放射性物質を含む水が溢れた。
1ヶ月以上復旧に時間がかかった火力発電所もあり、鹿島火力発電所が4月6日から20日にかけて、常陸那珂火力発電所が5月15日に復旧している。また広野火力発電所は、2011年4月22日の区域縮小までは福島第二原発の屋内退避指示区域内だった事で復旧作業が遅れていたが、5月に区域から外れ復旧作業が再開された事で7月中旬に復旧する見通しとなり、2・4号機が予定通り7月中旬に復旧した。
以上の、地震に伴う複数の発電所の停止や送変電設備の被害により、電力不足になった。東京電力は、中部電力、関西電力、九州電力、JR東日本から電力の融通を受けたものの、電力需給が逼迫しているとし、電力の節約を呼びかけるとともに、3月14日から輪番停電（計画停電）を実施した。

### 東北電力

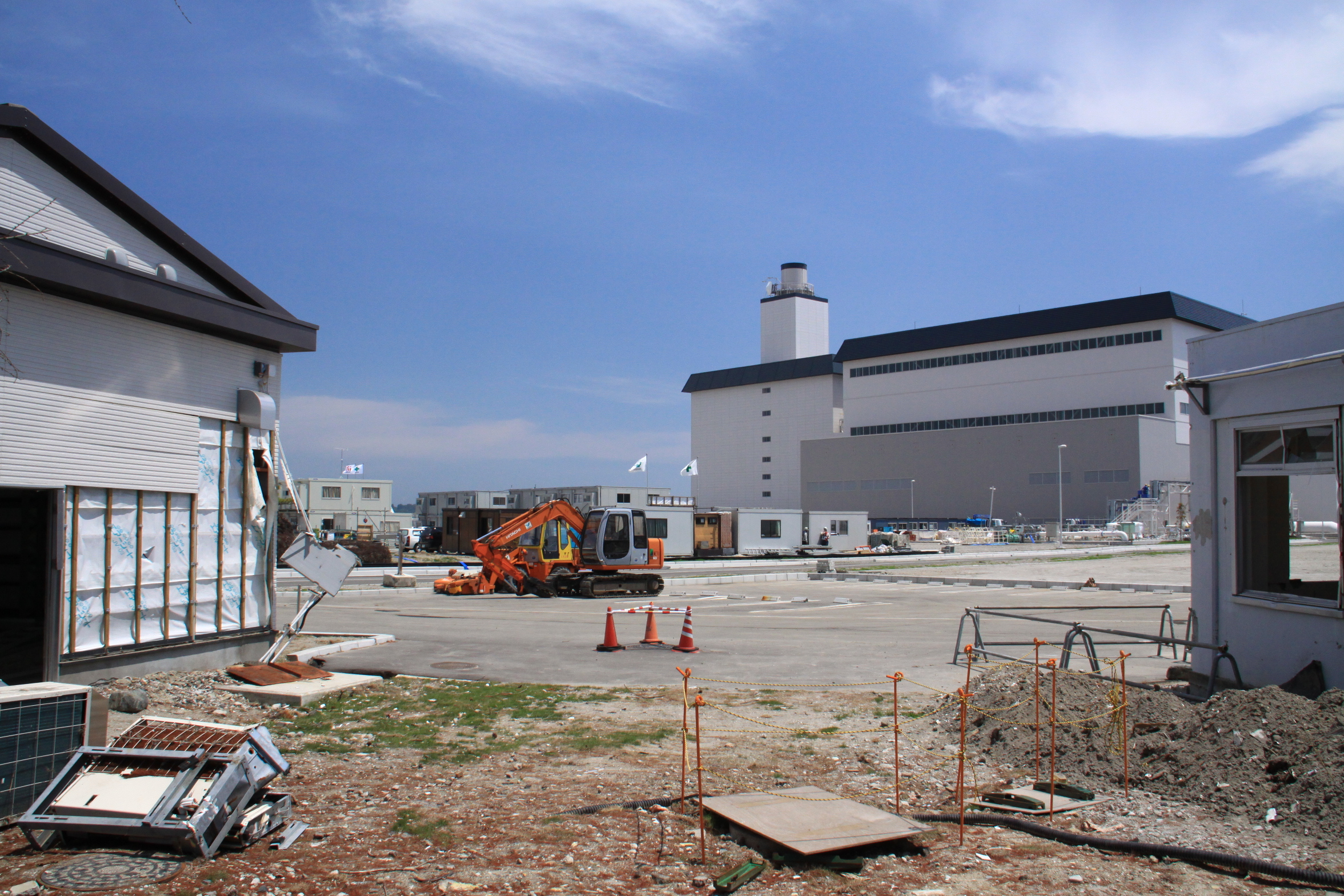
津波により甚大な被害を受けた仙台火力発電所では懸命の復旧作業が行われた。（2011年6月7日撮影）

東北電力では、女川原子力発電所の稼働中だった1・3号機が自動停止、定期検査中で起動作業中であった2号機も自動停止した。1号機のタービン建屋地下1階にて発煙が確認されたが、消火活動により消火が確認された。この他に大きな被害の報告は無かった。青森県の東通原子力発電所は定期検査中で原子炉が停止していた。六ヶ所再処理工場では使用済み核燃料貯蔵プールから放射性物質を含む水が溢れた。
このほか、八戸火力発電所3号機、能代火力発電所1・2号機、秋田火力発電所2 - 4号機、仙台火力発電所4号機、新仙台火力発電所1・2号機、原町火力発電所1・2号機、葛根田地熱発電所1・2号機、上の岱地熱発電所1号機、澄川地熱発電所1号機が停止したが、3月12日9時時点で秋田火力発電所の2号機は運転を再開した。その後、八戸・能代・秋田・仙台・新仙台・原町の火力発電所は運転を再開したが、新仙台2号機は2011年10月末で廃炉された。
仙台火力発電所と新仙台火力発電所は、津波被害で2011年夏期までに復旧は間に合わなかったが、12月11日に新仙台火力発電所が、12月20日に仙台火力発電所が復旧した。また、原町火力発電所は福島第一原子力発電所の屋内退避指示区域内になっていたが、2011年秋に緊急時避難準備区域が解除となりようやく復旧作業が開始し、2013年3月29日に復旧した。
節電・停電問題の他、通常業務の検針も交通事情などの理由から3月14日から16日（一部地域は3月23日まで）の間、中止された。検針が中止となった対象の顧客への料金請求は、3月分を2月分と同一に請求し、請求差額分については、次回以降の請求額により精算する対応が発表された。

### 北海道電力
北海道電力は、3月13日から津軽海峡の海底を通る送電線（北本連系）を使って、電線の最大能力である60万キロワット近い電力を、ほぼ毎日東京電力と東北電力に供給してきたが、4月7日夜の地震の直後から東北地方が停電した影響で送電の設備が自動停止し、電力の供給が止まった。
その後、2011年4月8日夜に、最大送電能力60万キロワットのうち、30万キロワット分の運転を再開し、残る30万キロワット分も4月9日に再開した。それ以降、60万キロワットを、東北電力・東京電力にフル送電した。
なお、北海道の電力需要のピークは夏ではなく、冬であることなどから、北海道で夏に電力危機が起こる可能性はほとんどなく、節電要請は行わなかった。ただし北海道の冬の寒さは本土と比べて非常に厳しい事情を抱え、また電気代の再三にわたる値上げから、例えば札幌市交通局では2014年冬より、地下鉄全線で早朝を除く終日、市電では朝夕のラッシュ時に暖房を全面停止する措置を取った。

## 被災した発電所の復旧と電力確保の動き

### 発電所の復旧状況一覧
以下の発電所の情報は、地震発生時に稼働中かつ地震により停止した発電所を記している。
定格出力に関しては、連続して発揮しうる機器の最大能力のことである。全ての時間は日本標準時で表記してある。

#### 東京電力
被災直後の情報は、東京電力2011年3月11日16時30分・2011年3月11日18時30分・2011年3月11日23時の情報を元にしている。
| 発電所名             | 号機  | 定格出力 | 復旧日            | 備考                                                                                  |
| 各水力発電所         |       |          | 3月12日           | 福島県内15発電所、栃木県内3発電所、 山梨県内3発電所、群馬県内1発電所が停止した。      |
| 千葉火力発電所       | 2-1号 | 36万kW   | 3月11日           |                                                                                       |
| 五井火力発電所       | 4号機 | 26.5万kW | 3月12日           |                                                                                       |
| 大井火力発電所       | 2号機 | 35万kW   | 3月13日           |                                                                                       |
| 大井火力発電所       | 3号機 | 35万kW   | 3月17日           |                                                                                       |
| 東扇島火力発電所     | 1号機 | 100万kW  | 3月24日           |                                                                                       |
| 横浜火力発電所       | 8-4号 | 35万kW   | 3月11日           |                                                                                       |
| 鹿島火力発電所       | 1号機 | 60万kW   | 5月16日           | 1、4号機は停止中だった。                                                              |
| 鹿島火力発電所       | 2号機 | 60万kW   | 4月7日            | 1、4号機は停止中だった。                                                              |
| 鹿島火力発電所       | 3号機 | 60万kW   | 4月6日            | 1、4号機は停止中だった。                                                              |
| 鹿島火力発電所       | 4号機 | 60万kW   | 4月1日            | 1、4号機は停止中だった。                                                              |
| 鹿島火力発電所       | 5号機 | 100万kW  | 4月8日            | 1、4号機は停止中だった。                                                              |
| 鹿島火力発電所       | 6号機 | 100万kW  | 4月20日           | 1、4号機は停止中だった。                                                              |
| 常陸那珂火力発電所   | 1号機 | 100万kW  | 5月15日           |                                                                                       |
| 広野火力発電所       | 1号機 | 60万kW   | 7月3日            | 2011年4月22日まで福島第二原発の屋内退避指示区域内だった。 1・3・5号機は停止中だった。 |
| 広野火力発電所       | 2号機 | 60万kW   | 7月11日           | 2011年4月22日まで福島第二原発の屋内退避指示区域内だった。 1・3・5号機は停止中だった。 |
| 広野火力発電所       | 3号機 | 100万kW  | 7月16日           | 2011年4月22日まで福島第二原発の屋内退避指示区域内だった。 1・3・5号機は停止中だった。 |
| 広野火力発電所       | 4号機 | 100万kW  | 7月14日           | 2011年4月22日まで福島第二原発の屋内退避指示区域内だった。 1・3・5号機は停止中だった。 |
| 広野火力発電所       | 5号機 | 60万kW   | 6月15日           | 2011年4月22日まで福島第二原発の屋内退避指示区域内だった。 1・3・5号機は停止中だった。 |
| 福島第一原子力発電所 | 1号機 | 46万kW   | 2012年4月20日廃止 | 詳細は福島第一原子力発電所事故を参照。 4〜6号機は定期点検中だった。                   |
| 福島第一原子力発電所 | 2号機 | 78.4万kW | 2012年4月20日廃止 | 詳細は福島第一原子力発電所事故を参照。 4〜6号機は定期点検中だった。                   |
| 福島第一原子力発電所 | 3号機 | 78.4万kW | 2012年4月20日廃止 | 詳細は福島第一原子力発電所事故を参照。 4〜6号機は定期点検中だった。                   |
| 福島第一原子力発電所 | 4号機 | 78.4万kW | 2012年4月20日廃止 | 詳細は福島第一原子力発電所事故を参照。 4〜6号機は定期点検中だった。                   |
| 福島第一原子力発電所 | 5号機 | 78.4万kW | 2014年1月31日廃止 | 詳細は福島第一原子力発電所事故を参照。 4〜6号機は定期点検中だった。                   |
| 福島第一原子力発電所 | 6号機 | 110万kW  | 2014年1月31日廃止 | 詳細は福島第一原子力発電所事故を参照。 4〜6号機は定期点検中だった。                   |
| 福島第二原子力発電所 | 1号機 | 110万kW  | 2019年9月30日廃止 |                                                                                       |
| 福島第二原子力発電所 | 2号機 | 110万kW  | 2019年9月30日廃止 |                                                                                       |
| 福島第二原子力発電所 | 3号機 | 110万kW  | 2019年9月30日廃止 |                                                                                       |
| 福島第二原子力発電所 | 4号機 | 110万kW  | 2019年9月30日廃止 |                                                                                       |

#### 東北電力
被災直後の情報は、東北電力2011年3月11日20時の情報を元にしている。
| 発電所名           | 号機  | 定格出力 | 復旧日                     | 備考                                                                   |
| 各水力発電所       |       |          | 一部未復旧                 |                                                                        |
| 澄川地熱発電所     | 1号機 | 5万kW    | 3月12日                    |                                                                        |
| 葛根田地熱発電所   | 1号機 | 5万kW    | 3月14日                    |                                                                        |
| 葛根田地熱発電所   | 2号機 | 3万kW    | 3月13日                    |                                                                        |
| 上の岱地熱発電所   | 1号機 | 2.88万kW | 不明                       | 停止中だった。                                                         |
| 秋田火力発電所     | 2号機 | 35万kW   | 3月12日                    |                                                                        |
| 秋田火力発電所     | 3号機 | 35万kW   | 3月12日                    |                                                                        |
| 秋田火力発電所     | 4号機 | 60万kW   | 3月13日                    |                                                                        |
| 能代火力発電所     | 1号機 | 60万kW   | 3月13日                    |                                                                        |
| 能代火力発電所     | 2号機 | 60万kW   | 3月14日                    |                                                                        |
| 八戸火力発電所     | 3号機 | 25万kW   | 3月16日                    |                                                                        |
| 仙台火力発電所     | 4号機 | 44.6万kW | 12月20日                   |                                                                        |
| 新仙台火力発電所   | 1号機 | 35万kW   | 12月11日 2015年9月16日廃止 | 1号機は長期計画停止中だった。                                          |
| 新仙台火力発電所   | 2号機 | 60万kW   | 10月31日廃止               |                                                                        |
| 原町火力発電所     | 1号機 | 100万kW  | 2013年4月26日              | 2011年秋まで福島原発の屋内退避指示区域内だった。 2号機は停止中だった。 |
| 原町火力発電所     | 2号機 | 100万kW  | 2013年3月29日              | 2011年秋まで福島原発の屋内退避指示区域内だった。 2号機は停止中だった。 |
| 三居沢発電所(水力) | -     | 0.1万kW  | 3月14日                    |                                                                        |
| 女川原子力発電所   | 1号機 | 52.4万kW | 2018年12月21日廃止         |                                                                        |
| 女川原子力発電所   | 2号機 | 82.5万kW | 2024年9月(予定)            | 原子炉起動作業中だった。                                               |
| 女川原子力発電所   | 3号機 | 82.5万kW | 未復旧                     |                                                                        |

#### 日本原子力発電
被災直後の情報は、日本原子力発電2011年3月14日プレスリリースの情報を元にしている。
| 発電所名       | 号機  | 定格出力 | 復旧日 | 備考 |
| 東海第二発電所 | 1号機 | 110万kW  | 未復旧 |      |

#### その他
| 発電所名                            | 号機   | 定格出力 | 復旧日      | 備考 |
| 酒田共同火力発電 酒田共同火力発電所 | 1号機  | 35万kW   | 3月14日まで | |
| 酒田共同火力発電 酒田共同火力発電所 | 2号機  | 35万kW   | 3月14日まで | |
| 相馬共同火力発電 新地発電所         | 1号機  | 100万kW  | 12月27日    | |
| 相馬共同火力発電 新地発電所         | 2号機  | 100万kW  | 12月19日    | |
| 常磐共同火力 勿来発電所             | 7号機  | 25万kW   | 12月21日    | 長期計画停止中だった6号機（17.5万kW）は 2012年4月21日に運転を再開。 実証機は2013年4月1日より10号機として営業運転開始。 |
| 常磐共同火力 勿来発電所             | 8号機  | 60万kW   | 7月17日     | 長期計画停止中だった6号機（17.5万kW）は 2012年4月21日に運転を再開。 実証機は2013年4月1日より10号機として営業運転開始。 |
| 常磐共同火力 勿来発電所             | 9号機  | 60万kW   | 6月30日     | 長期計画停止中だった6号機（17.5万kW）は 2012年4月21日に運転を再開。 実証機は2013年4月1日より10号機として営業運転開始。 |
| 常磐共同火力 勿来発電所             | 実証機 | 25万kW   | 7月28日     | 長期計画停止中だった6号機（17.5万kW）は 2012年4月21日に運転を再開。 実証機は2013年4月1日より10号機として営業運転開始。 |
| 鹿島共同火力 鹿島共同発電所         | 1号機  | 35万kW   | 4月16日     | 長期計画停止中だった2号機（35万kW）は 2012年9月30日廃止。                                                              |
| 鹿島共同火力 鹿島共同発電所         | 3号機  | 35万kW   | 6月7日      | 長期計画停止中だった2号機（35万kW）は 2012年9月30日廃止。                                                              |
| 鹿島共同火力 鹿島共同発電所         | 4号機  | 35万kW   | 7月20日     | 長期計画停止中だった2号機（35万kW）は 2012年9月30日廃止。                                                              |
| 新日鐵住金 鹿島火力発電所           | 1号機  | 50.7万kW | 3月25日     | |

### 火力発電所の復活・増設
各電力会社などでは電力不足対策として、老朽化などの理由で休止していた発電設備を再整備し再び稼働させる措置や、既存発電所敷地内でのガスタービン・ディーゼル発電設備の増設などを行い、一部は2012年夏に向けての稼働を目指して整備が進められた。
東京電力

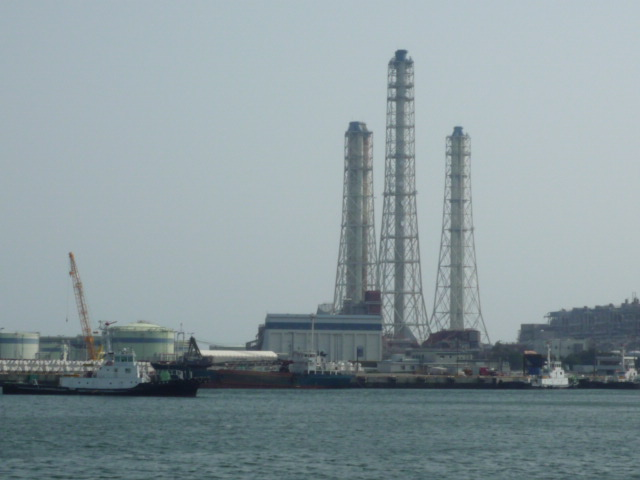
設備の再稼働や増設が相次いで行われた横須賀火力発電所（2010年3月撮影）

東京電力は、運転休止中だった横須賀火力発電所3号機（35万kW）を6月19日から、4号機（35万kW）を7月6日からそれぞれ復活させ再運転させた。
4月下旬より順次ガスタービンの増設計画を発表した。横須賀火力発電所では、4月24日から14.4万KWの2号ガスタービン、6月2日から3万kWの1号ガスタービンを運転させた。また千葉火力発電所内では33.4万kW3基の設置を計画し、9月9日までに2基が運転開始し、もう1基は2012年7月に運転開始したｔ。更に5月16日、常陸那珂火力発電所の敷地内に、ガスタービン発電機2基とディーゼル発電機計185基の合計約25万kWの緊急増設を発表、7月29日までにすべて運転開始した。
さらに同年7月末にかけて、横須賀火力発電所内に緊急設置電源として13台の移動ガスタービン発電機（合計32.96万kW）を設置した。大井火力発電所内で8月15日から12.8万kW、9月22日から8.1万kW、川崎火力発電所内で8月10日から12.8万kWがそれぞれ運転開始した。うち12.8万kWのガスタービン2基はタイ発電公社（EGAT）から東京電力への無償貸与であった。
東北電力
東北電力も運転休止中だった東新潟火力発電所港1号機（35万kW）を3月下旬から整備、6月1日に復活させた。常磐共同火力の勿来発電所では長期計画停止中の6号機（17.5万kW）を2012年4月21日から再稼働させた。
また新潟火力発電所内にガスタービンの増設を行い、7月30日から10.9万kWの5号機、12月18日から3.4万kWの6号機、東新潟火力発電所内でも同様に8月26日から5.38万kWの港3号系列機を、それぞれ稼働させた。なお2011年9月末の計画ではさらに、秋田火力発電所内に33.3万kWの5号機、東新潟火力発電所内に33.9万kWの5号機を増設し2012年7月までに運転開始した。
火力発電所のリスク
復活した発電所の中には老朽化の進んでいる設備が多く、2011年7-8月に国内の火力発電所がトラブルにより停止する事例が17件発生した。2012年2月3日早朝には節電要請期間中であった九州電力管内で、定格229.5万kWの新大分火力発電所が全停止したが、前日に九州電力と隣接する四国電力管内で寒波による需要急増で供給予備率3%を記録していたことから、予期せぬ停電の可能性があった。

#### 火力発電所の長期計画停止号機の運転再開について
2012年の夏には、長期計画停止中設備の運転再開に必要な、ボイラ、タービンの腐食や発錆、ボイラ過熱管の肉厚薄化などの対策に、材料手配から修理まで2〜3年以上かかる見込みとなった。
| 長期計画停止号機と運転再開号機一覧 | 長期計画停止号機と運転再開号機一覧 | 長期計画停止号機と運転再開号機一覧 | 長期計画停止号機と運転再開号機一覧 | 長期計画停止号機と運転再開号機一覧 | 長期計画停止号機と運転再開号機一覧 | 長期計画停止号機と運転再開号機一覧                                          |
| 運営会社                           | 発電所名                           | 号機                               | 出力                               | 燃料                               | 運転開始年                         | 状態                                                                        |
| ---------------------------------- | ---------------------------------- | ---------------------------------- | ---------------------------------- | ---------------------------------- | ---------------------------------- | --------------------------------------------------------------------------- |
| 東北電力                           | 新仙台火力発電所                   | 1号機                              | 35万kW                             | 重油                               | 1971年                             | 2011年12月11日再開、2015年9月16日廃止                                       |
| 東北電力                           | 東新潟火力発電所                   | 港1号機                            | 35万kW                             | 重油、LNG                          | 1972年                             | 2011年5月31日再開                                                           |
| 東京電力                           | 横須賀火力発電所                   | 3号機                              | 35万kW                             | 重油、原油                         | 1964年                             | 2011年6月19日再開、2014年4月1日より長期計画停止中、2017年3月31日廃止        |
| 東京電力                           | 横須賀火力発電所                   | 4号機                              | 35万kW                             | 重油、原油                         | 1964年                             | 2011年7月6日再開、2014年4月1日より長期計画停止中、2017年3月31日廃止         |
| 東京電力                           | 横須賀火力発電所                   | 5〜8号機                           | 各35万kW                           | 重油、原油                         | 1966年                             | 長期計画停止中、2017年3月31日廃止                                           |
| 東京電力                           | 横須賀火力発電所                   | 1号GT                              | 3万kW                              | 軽油                               | 1971年                             | 非常用。2011年6月2日再開、2014年4月1日より長期計画停止中、2017年3月31日廃止 |
| 東京電力                           | 横須賀火力発電所                   | 2号GT                              | 14.4万kW                           | 都市ガス、軽油                     | 1992年                             | 2011年4月28日再開、2014年4月1日より長期計画停止中、2017年3月31日廃止        |
| 中部電力                           | 渥美火力発電所                     | 1号機                              | 50万kW                             | 重油、原油                         | 1971年                             | 長期計画停止中、2017年度廃止                                                |
| 中部電力                           | 西名古屋火力発電所                 | 1、2号機                           | 各22万kW                           | 重油、原油                         | 1970年                             | 2013年11月30日廃止                                                          |
| 中部電力                           | 知多第二火力発電所                 | 2号機GT                            | 15.4万kW                           | LNG                                | 1983年                             | 2011年8月2日再開                                                            |
| 中部電力                           | 武豊火力発電所                     | 2号機                              | 37.5万kW                           | 重油、原油                         | 1972年                             | 2011年8月9日再開、2016年3月31日廃止                                         |
| 中部電力                           | 尾鷲三田火力発電所                 | 1号機                              | 37.5万kW                           | 重油                               | 1964年                             | 長期計画停止中、2018年12月20日廃止                                          |
| 関西電力                           | 宮津エネルギー研究所               | 1、2号機                           | 各37.5万kW                         | 重油、原油                         | 1989年                             | 長期計画停止中                                                              |
| 関西電力                           | 多奈川第二発電所                   | 1、2号機                           | 各60万kW                           | 重油、原油                         | 1977年                             | 長期計画停止中                                                              |
| 関西電力                           | 海南発電所                         | 2号機                              | 45万kW                             | 重油、原油                         | 1970年                             | 2012年7月6日再開 2017年4月1日休止                                           |
| 中国電力                           | 大崎発電所                         | 1-1号機                            | 25.9万kW                           | 石炭                               | 2000年                             | 長期計画停止中（設備不具合により休止）                                      |
| 四国電力                           | 阿南発電所                         | 1号機                              | 12.5万kW                           | 重油                               | 1963年                             | 長期計画停止中                                                              |
| 四国電力                           | 阿南発電所                         | 2号機                              | 22万kW                             | 重油、原油                         | 1969年                             | 2011年12月9日再開、2016年8月より長期計画停止中                              |
| 九州電力                           | 苅田発電所                         | 新2号機                            | 37.5万kW                           | 重油、原油                         | 1972年                             | 2012年6月8日再開、2017年5月廃止。                                           |
| 九州電力                           | 唐津発電所                         | 2号機                              | 37.5万kW                           | 重油、原油                         | 1971年                             | 2015年6月30日廃止                                                           |
| 九州電力                           | 唐津発電所                         | 3号機                              | 50万kW                             | 重油、原油                         | 1973年                             | 2015年6月30日廃止                                                           |
| 九州電力                           | 大分発電所                         | 1、2号機                           | 各25万kW                           | 重油                               | 1969年                             | 2013年3月31日廃止                                                           |
| 常磐共同火力                       | 勿来発電所                         | 6号機                              | 17.5万kW                           | 重油                               | 1966年                             | 2012年4月21日再開、2015年11月20日廃止                                       |
| 鹿島共同火力                       | 鹿島共同発電所                     | 2号機                              | 35万kW                             | 副生ガス、重油                     | 1973年                             | 2012年9月30日廃止                                                           |

#### 火力発電所の緊急設置電源について
- 納期・据付期間等の工程面に合致する製品が市場にほとんどないこと、設置に必要なインフラ制約（電力系統、敷地、燃料設備）があるのが現状。
- 東北電力、東京電力による緊急設置電源は、災害復旧のため環境影響評価法を免除された[88]。

| 緊急設置電源一覧 | 緊急設置電源一覧   | 緊急設置電源一覧 | 緊急設置電源一覧 | 緊急設置電源一覧 | 緊急設置電源一覧                                            | 緊急設置電源一覧                                      |
| 運営会社         | 発電所名           | 号機             | 出力             | 燃料             | 運転開始年月日                                              | 備考                                                  |
| ---------------- | ------------------ | ---------------- | ---------------- | ---------------- | ----------------------------------------------------------- | ----------------------------------------------------- |
| 北海道電力       | 苫小牧発電所       | 2〜83号機(DE)    | 7.438万kW        | 軽油             | 2012年7月16日                                               | 複数機種構成。2017年10月廃止。                        |
| 北海道電力       | 南早来発電所       |                  | 7.416万kW        | 軽油             |                                                             | 南早来変電所構内に設置。2018年3月廃止。               |
| 東北電力         | 八戸火力発電所     | 5号機(GT)        | 27.4万kW         | 軽油             | 2012年7月2日                                                | 2014年8月6日CC方式へ移行、通常電源化（+12万kW）。     |
| 東北電力         | 能代火力発電所     | (計40台)         | 8万kW            | NAS電池          |                                                             | 不具合により2012年3月30日計画中止                     |
| 東北電力         | 秋田火力発電所     | 5号機(GT)        | 33.3万kW         | 軽油             | 2012年6月22日                                               |                                                       |
| 東北電力         | 新潟火力発電所     | 6号機(GT)        | 3.4万kW          | 天然ガス         | 2012年1月31日                                               | 2015年3月21日廃止                                     |
| 東北電力         | 東新潟火力発電所   | 港3-1、2号(GT)   | 5.38万kW         | 軽油             | 2011年8月26日                                               | 2015年3月21日廃止                                     |
| 東北電力         | 東新潟火力発電所   | 5号機(GT)        | 33.9万kW         | LNG              | 2012年6月21日                                               |                                                       |
| 東京電力         | 常陸那珂火力発電所 | 1、2号GT         | 5.14万kW         | 軽油             | 2011年7月19日                                               | 2012年3月31日廃止                                     |
| 東京電力         | 常陸那珂火力発電所 | 1〜183号DE       | 20.183万kW       | 軽油             | 1〜64号:2011年7月29日 65〜183号:2011年7月28日               | 複数機種構成。2012年3月31日廃止                       |
| 東京電力         | 鹿島火力発電所     | 7-1〜3号(GT)     | 80.4万kW         | 都市ガス         | 7-1号:2012年7月12日 7-2号:2012年6月29日 7-3号:2012年7月19日 | 2014年6月18日CC方式へ移行、 通常電源化（+45.6万kW）。 |
| 東京電力         | 千葉火力発電所     | 3-1〜3号(GT)     | 100.2万kW        | LNG              | 3-1号:2011年8月28日 3-2号:2011年9月9日 3-3号:2012年7月10日  | 2014年7月31日CC方式へ移行、 通常電源化（+49.8万kW）。 |
| 東京電力         | 姉崎火力発電所     | 1〜4号DE         | 0.56万kW         | 軽油             | 2011年4月27日                                               | 韓国現代重工業から無償提供。2015年3月廃止             |
| 東京電力         | 袖ケ浦火力発電所   | 1-1〜102号GE     | 11.22万kW        | LNG              | 2011年7月12日                                               | GE=ガスエンジン。2013年3月31日廃止                    |
| 東京電力         | 大井火力発電所     | 1号GT            | 12.8万kW         | 都市ガス         | 2011年8月15日                                               | タイ発電公社(EGAT)から無償貸与。2014年4月1日廃止      |
| 東京電力         | 大井火力発電所     | 2号GT            | 8.1万kW          | 都市ガス         | 2011年9月22日                                               | 2015年3月廃止                                         |
| 東京電力         | 川崎火力発電所     | 1号GT            | 12.8万kW         | LNG              | 2011年8月10日                                               | タイ発電公社(EGAT)から無償貸与。2014年4月1日廃止      |
| 東京電力         | 横須賀火力発電所   | 3-1〜3号GT       | 7.59万kW         | 軽油             | 2011年8月2日                                                | 2013年3月31日廃止                                     |
| 東京電力         | 横須賀火力発電所   | 5-1〜4号GT       | 10.21万kW        | 軽油             | 2011年8月2日                                                | 複数機種構成。2013年5月10日廃止                       |
| 東京電力         | 横須賀火力発電所   | 6-1〜6号GT       | 15.16万kW        | 軽油             | 6-1〜5号:2011年8月2日 6-6号:2011年6月30日                   | 複数機種構成。2013年5月10日廃止                       |
| 関西電力         | 姫路第一発電所     | 1号GT            | 3.27万kW         | LNG              | 2012年8月8日                                                |                                                       |
| 関西電力         | 姫路第一発電所     | 2号GT            | 3.27万kW         | LNG              | 2012年8月13日                                               |                                                       |
| 九州電力         | 豊前発電所         | 1〜3号DE         | 0.36万kW         | 軽油             | 2012年7月18日                                               | 2017年度廃止                                          |

#### 火力発電所の増出力について
- 過負荷運転や炭種変更、重油の専焼等による火力の増出力は、計画的または緊急時に対応している（あくまでも一時的である）[88]。
- 東北電力東新潟火力発電所3号系列(109万→121万kW)、4号系列(161万→170万kW)は運用見直しを行い、必要な手続きを経て2011年3月17日より正式に増出力。仙台火力発電所4号機(44.6万→46.8万㎾)も2017年4月に、新仙台火力発電所3号系列(98万→104.6万㎾)も2017年7月に正式に増出力。[91]
- 九州電力新大分発電所2号系列(87万→92万㎾)は2016年10月3日に正式に増出力。[92]
- 東京電力横浜火力発電所7号系列、8号系列(各140万→各150.8万㎾)はガスタービン等を更新したうえで、2015年から3年かけて増出力する[93]。また、富津火力発電所2号系列もガスタービンなどの取替が順次進み、高効率ユニットの運転台数が増加したことから、一層の発電設備の効率運用を推進するために定格出力を100万kWから112万kWに変更（総出力は504万kWから516万kWに増加）した。[94]

| 増出力運転状況(2018年夏季) | 増出力運転状況(2018年夏季) | 増出力運転状況(2018年夏季) | 増出力運転状況(2018年夏季) | 増出力運転状況(2018年夏季) | 増出力運転状況(2018年夏季) | 増出力運転状況(2018年夏季) | 増出力運転状況(2018年夏季) | 増出力運転状況(2018年夏季) |
| -------------------------- | -------------------------- | -------------------------- | -------------------------- | -------------------------- | -------------------------- | -------------------------- | -------------------------- | -------------------------- |
| 北海道電力                 | 東北電力                   | 東京電力                   | 中部電力                   | 北陸電力                   | 関西電力                   | 中国電力                   | 四国電力                   | 九州電力                   |
| 2万kW                      | 9万kW                      | 40万kW                     | 9万kW                      | 1万kW                      | 4万kW                      | 4万kW                      | 4万kW                      | 4万kW                      |

#### 震災以前からの火力発電所の建設計画と運転開始について
震災以前より計画されていた火力発電所建設計画（または更新計画）と、震災以降に運転開始した号機を掲載する。
| 火力発電所運転開始・建設計画一覧 | 火力発電所運転開始・建設計画一覧 | 火力発電所運転開始・建設計画一覧 | 火力発電所運転開始・建設計画一覧       | 火力発電所運転開始・建設計画一覧 | 火力発電所運転開始・建設計画一覧                 | 火力発電所運転開始・建設計画一覧 | 火力発電所運転開始・建設計画一覧                        | 火力発電所運転開始・建設計画一覧 |
| 運営会社                         | 発電所名                         | 号機                             | 出力                                   | 燃料                             | 着工（予定）                                     | 運転開始（予定） | 状況                                                    | 備考                             |
| -------------------------------- | -------------------------------- | -------------------------------- | -------------------------------------- | -------------------------------- | ------------------------------------------------ | --- | ------------------------------------------------------- | -------------------------------- |
| 北海道電力                       | 石狩湾新港発電所                 | 1〜3号機                         | 170.82万kW (各56.94万kW)               | LNG                              | 1号機:2014年10月 2号機:2018年4月 3号機:2024年4月 | 1号機:2019年2月 2号機:2021年12月 3号機:2028年12月                                                                                         | 計画中                                                  | CC方式                           |
| 東北電力                         | 能代火力発電所                   | 3号機                            | 60万kW                                 | 石炭                             | 2016年度                                         | 2020年度 | 計画中                                                  |                                  |
| 東北電力                         | 新潟火力発電所                   | 5号系列                          | 10.9万kW                               | LNG                              | 2009年8月                                        | 2011年7月30日 | 運転中                                                  | CC方式。3号機の代替              |
| 東北電力                         | 新仙台火力発電所                 | 3号系列                          | 104.6万kW                              | LNG                              | 2011年11月                                       | 3-1号:2015年12月1日 3-2号:2016年7月1日 | 運転中                                                  | CC方式。1、2号機の代替           |
| 東北電力                         | 上越火力発電所                   | 1号機                            | 60万kW級                               | LNG                              | 2019年度                                         | 2023年度 | 計画中                                                  | CC方式                           |
| 東京電力                         | 広野火力発電所                   | 6号機                            | 60万kW                                 | 石炭                             | 2008年12月1日                                    | 2013年12月3日 | 運転中                                                  |                                  |
| 東京電力                         | 常陸那珂火力発電所               | 2号機                            | 100万kW                                | 石炭                             | 2009年10月1日                                    | 2013年12月18日 | 運転中                                                  |                                  |
| 東京電力                         | 五井火力発電所                   | 1号系列                          | 234万kW                                | LNG                              | 未定                                             | 2022〜2023年度 | 計画中                                                  | CC方式。1〜6号機の代替           |
| 東京電力                         | 川崎火力発電所                   | 2号系列                          | 2-1号:50万kW 2-2号:71万kW 2-3号:71万kW | LNG                              | 2009年7月                                        | 2-1号:2013年2月1日 2-2号:2016年1月29日 2-3号:2016年6月29日                                                                                | 運転中                                                  | CC方式                           |
| 中部電力                         | 西名古屋火力発電所               | 7号系列                          | 237.64万kＷ                            | LNG                              | 2014年1月30日                                    | 7-1号:2017年9月 7-2号:2018年3月 | 運転中                                                  | CC方式。1〜4号機の代替           |
| 中部電力                         | 上越火力発電所                   | 1号系列                          | 119万kW                                | LNG                              | 2007年3月                                        | 1-1号:2012年7月1日 1-2号:2013年1月9日 | 運転中                                                  | CC方式                           |
| 中部電力                         | 上越火力発電所                   | 2号系列                          | 119万kW                                | LNG                              | 2-1号:2008年4月 2-2号:2010年2月                  | 2-1号:2013年7月3日 2-2号:2014年5月15日 | 運転中                                                  | CC方式                           |
| 北陸電力                         | 富山新港火力発電所               | LNG1号機                         | 42.47万kW                              | LNG                              | 2015年3月13日                                    | 2018年11月21日 | 運転中                                                  | CC方式。石炭1号機の代替          |
| 関西電力                         | 姫路第二発電所                   | 新1〜新6号機                     | 291.9万kW (各48.65万kW)                | LNG                              | 2010年7月                                        | 新1号機：2013年8月27日 新2号機：2013年11月19日 新3号機：2014年3月19日 新4号機：2014年7月22日 新5号機：2014年9月5日 新6号機：2015年3月25日 | 運転中                                                  | CC方式。1〜6号機の代替           |
| 関西電力                         | 和歌山発電所                     | 1、2号系列                       | 計370万kW                              | LNG                              | 未定                                             | 2023年度以降 | 計画中                                                  | CC方式                           |
| 中国電力                         | 三隅発電所                       | 2号機                            | 100万kW                                | 石炭                             |                                                  | 2022年11月 | 計画中                                                  |                                  |
| 四国電力                         | 坂出発電所                       | 新2号機                          | 28.9万kW                               | LNG                              | 2013年9月                                        | 2016年8月1日 | 運転中                                                  | CC方式。2号機の代替              |
| 九州電力                         | 松浦発電所                       | 2号機                            | 100万kW                                | 石炭                             | 2001年4月20日                                    | 2019年12月 | 建設中                                                  |                                  |
| 九州電力                         | 新大分発電所                     | 3-2号                            | 48万kW                                 | LNG                              | 2013年10月2日                                    | 2016年6月1日 | 運転中                                                  | CC方式                           |
| 沖縄電力                         | 吉の浦火力発電所                 | 1〜4号機                         | 各25.1万kW                             | LNG                              | 2007年2月                                        | 1号機:2012年11月27日 2号機:2013年5月23日 3号機:2022年度以降 4号機:2022年度以降                                                            | 1号機：運転中 2号機：運転中 3号機：計画中 4号機：計画中 | CC方式                           |
| 電源開発                         | 竹原火力発電所                   | 新1号機                          | 60万kW                                 | 石炭                             | 2014年3月1日                                     | 2020年9月 | 建設中                                                  | 1、2号機の代替                   |
| 鹿島共同火力                     | 鹿島共同発電所                   | 5号機                            | 30万kW                                 | 副生ガス                         | 2011年1月                                        | 2013年11月22日 | 運転中                                                  | CC方式。1、2号機の代替           |
| 君津共同火力                     | 君津共同発電所                   | 6号機                            | 15.29万kW                              | 副生ガス                         | 2010年度                                         | 2012年6月26日 | 運転中                                                  | CC方式                           |
| 和歌山共同火力                   | 和歌山共同発電所                 | 新1号機                          | 14.7万kW                               | 副生ガス                         | 2012年6月                                        | 2014年10月14日 | 運転中                                                  | CC方式。1、2号機の代替           |
| 大分共同火力                     | 大分共同発電所                   | 3号機                            | 14.5万kW                               | 副生ガス                         | 2012年10月                                       | 2015年2月2日 | 運転中                                                  | CC方式                           |

### その他の電力確保措置
- 火力以外の水力、地熱などの発電所でも最大限の活用が行われている。ただ、東北電力では2011年7月末の豪雨（平成23年7月新潟・福島豪雨）により水力発電所が被害を受け発電量が低下する事例が発生した。
- 冷房の使用などにより需要がピークに達する夏季の昼間の電力として、需要の少ない夜間に水のくみ上げを行っておき昼間に発電を行う、揚水発電の活用が実施された。ただし、揚水に伴い発電量の4割程度が損失となるため効率が悪いほか、少雨により水が確保できない可能性、フル稼働により設備の故障の可能性が高まるといったリスクもある。
- 一般電気事業者（各電力会社）以外の卸電気事業者や卸供給事業者、特定電気事業者、特定規模電気事業者、その他の自家発電設備を有する事業者[注釈 3]についても、電力会社や政府から設備の最大限の活用を行うよう要請し、供給量の積み増しを図った。

## 原子力発電所の安全性・再稼働問題
事故後、放射性物質が拡散し、確定的影響は明らかではないもの実際に被害が発生している。これにより原子力事故に対する不安が高まり、福島第一以外の原発でも安全性への要求が高まった。一部では原子力から完全に脱却しようという原子力撤廃運動も高まりを見せた。
こうした動きにより、定期点検に入った原発の再開を地元自治体が認めず、2011年夏季以降は被災地以外でも電力不足に陥る可能性が出て、節電要請が行なわれた。

### 全原発の運転停止へ
| 電力会社 | 電力会社   | 年間発電量*1 | 原子力発電比率(2009年頃)*2 | 原子力発電比率(2010年度)*3 | 過去最大電力*4 |
| 50 Hz | 北海道電力 | 35TWh        | 約40 %                     | 44.8 %                     | 546万kW        |
| 50 Hz | 東北電力   | 87TWh        | 約16 %                     | 22.9 %                     | 1,520万kW      |
| 50 Hz | 東京電力   | 306TWh       | 約23 %                     | 26.5 %                     | 6,430万kW      |
| 60 Hz | 中部電力   | 137TWh       | 約15 %                     | 10.8 %                     | 2,797万kW      |
| 60 Hz | 北陸電力   | 31TWh        | 約33 %                     | 38.0 %                     | 558万kW        |
| 60 Hz | 関西電力   | 160TWh       | 約48 %                     | 40.7 %                     | 3,306万kW      |
| 60 Hz | 中国電力   | 66TWh        | 約8 %                      | 3.3 %                      | 1,229万kW      |
| 60 Hz | 四国電力   | 31TWh        | 約38 %                     | 49.6 %                     | 593万kW        |
| 60 Hz | 九州電力   | 92TWh        | 約41 %                     | 39.2 %                     | 1,762万kW      |
| 60 Hz | 沖縄電力   | 8TWh         | 0 %                        | 0 %                        | 153万kW        |
| - 1.平成22（2010）年度年間送電端供給力。 - 2.2009年前後における、売買を含む全発電量に占める原子力発電の比。 - 3.平成22（2010）年度年間供給力に占める原子力発電の比。 - 4.2008年3月末時点 発電端での過去最大電力。 |            |              |                            |                            |                |

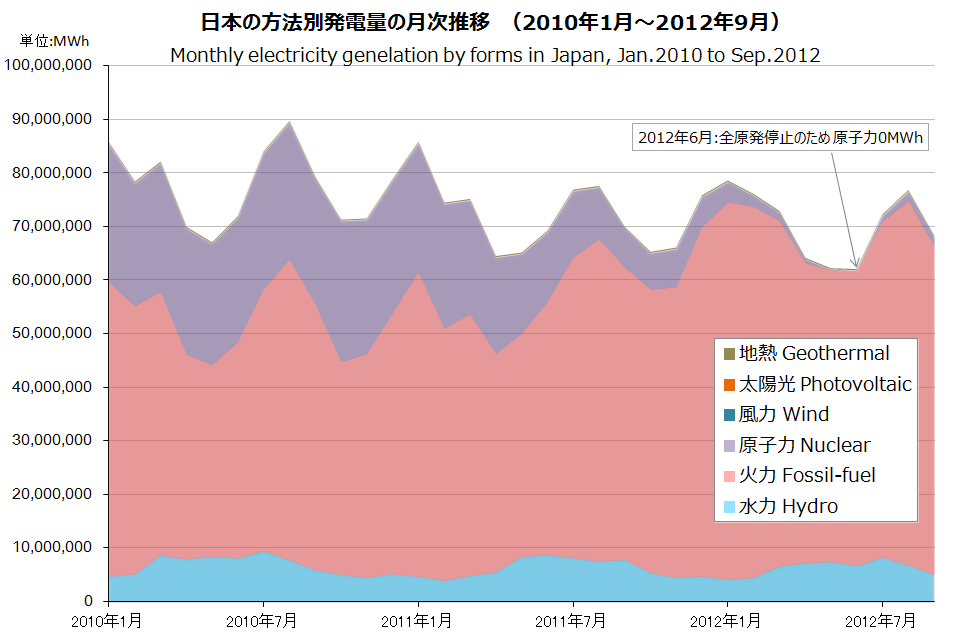
2010年1月 - 2012年9月の日本国内発電方法別発電量の推移。
2011年3月以降、発電総量が減少するとともに、原子力が減少、火力が増加している。2012年6月は原子力「ゼロ」となった。（資源エネルギー庁 電力調査統計による）

関西電力
関西電力管内では震災被害は皆無だったが、震災時点で点検中だったいずれも福井県にある美浜発電所1号機（34万kW）、高浜発電所1号機（82.6万kW）、大飯発電所3号機（118万kW）の運転再開の目処が立たなくなった。また、5月に入り美浜発電所3号機（82.6万kW）も点検に入り同様の状態になった。それらの事情より関西電力管内でも6月10日、被災地域以外では初めて、15%の節電要請（法的強制力無し）を行った。
中部電力
中部電力では営業エリア内の震災被害は少なかった。しかし、地震調査委員会が2011年時点で30年以内の発生確率87%と発表している東海地震による揺れや津波に対する安全性が問題となった事から、菅直人首相は5月6日、浜岡原子力発電所3号機（110万kW）・4号機（113.7万kW）・5号機（138万kW）について2年を目処に運転停止する事を要請。中部電力は要請を受け入れ順次停止させた。休止している火力発電所などの復活で、電力確保の目処はついたが、新たな燃料費負担の発生などから経営の悪化が懸念された。
九州電力
九州電力では、震災当時玄海原子力発電所2号機（55.9万kW）・3号機（118.0万kW）が定期点検中。さらに、5月に入り川内原子力発電所1号機（89.0万kW）が定期点検に入った。
原子力発電所は、運転開始から13ヶ月以内に定期点検に入る事が法律で決められていることから、運転停止が続くと、2012年春までに全ての原子力発電所が停止する事が懸念された。原子力発電所が発電する電力は日本の総発電量の2割を占めている。定期点検中で2011年3月7日から調整運転に入り事実上稼働していた北海道泊原子力発電所は例外的に8月中旬から営業運転を再開したが、2012年5月5日には同発電所3号機が点検のため停止され、これ以降国内すべての原発が停止した。

### 運転再開への動き（2011-2012年）
事実上の運転再開の権限を持っているのは都道府県知事になる為、地元の同意状況によっては運転再開は困難になる。実際、佐賀県玄海原子力発電所では2011年6月に住民向け説明番組でやらせが発覚し（九州電力やらせメール事件）、問題がこじれている。これらの事情により、電力不足の可能性が被災地域以外にも拡大し、余力があるのは原発依存度の低い中国電力、原発のない沖縄電力のみの状態になる可能性があるということが6月の段階で報道された。
原子力安全・保安院は原発事故後、電力各社に緊急安全対策を指示。海江田万里経済産業大臣は、2011年6月18日、各社の安全対策が適切に実施されているとして、原発のある自治体に出向いて説得し、再稼働させる意向を示した。ところが、この「安全宣言」は菅総理大臣の事前了解を経ずに出されたもので、菅総理は「再稼働にはストレステストが必要」と発言。7月11日、政府は以下の通り、欧州のストレステストを参考にした安全評価を行なった後に再稼働させると発表した。
- 稼働中の原発及び定期検査中の原発はいずれも、「現行法令」に基づき適法な運転および安全確認が行われている（福島第一原発事故後、原子力安全・保安院による緊急安全対策などの追加安全確認も行われている）。
- （再）稼働のための安全性の確認については理解を示す声もあるが、「現行法令」や原子力・安全保安院の能力に疑問を呈する声も多く、国民や住民に「十分な理解が得られているとは言い難い状況にある」。
- 政府は今後、保安側の保安院だけではなく規制側の原子力安全委員会も評価に介入させた上で、EU基準のストレステストを参考にした以下の安全評価を実施する。
  - 定期検査終了後再稼働準備に入った原発に関して、「安全上重要な施設・機器等が設計上の想定を超える事象に対しどの程度の安全裕度を有するかの評価」を行う - 一次評価
  - 運転中を含めた全ての原発に関して、「欧州諸国のストレステストの実施状況、福島原子力発電所事故調査・検証委員会の検討状況も踏まえ、総合的な安全評価」を行う - 二次評価

ストレステスト論議がなければ自治体の同意により夏には再稼働するところが出てくる可能性があった。海江田大臣は緊急安全対策後に安全宣言を行っており、再度のストレステストはその基準が甘かったことを意味すると受け止められ、原子力行政に対する不信感も高まった。再稼働はストレステスト後になる見通しとなり、電力不足早期解消の観点から言えばそれが遅れることとなった。一方で、ストレステストの基準が「再稼働ありき」となる懸念もあった。これに対しては、保安院および委員会による評価後、IAEAによる再評価を行うとの報道があったが、各国の事情を考慮するとの見解があることからどのような基準が適用されるかは不明。7月22日以降、各電気事業者（電力会社）による検査が実施されており、その結果は保安院に報告され、保安院はそれを委員会に諮る流れとなる。
日本国内の全ての原子力発電所が停止する事で、すべて火力で代替すれば燃料費のコストが年間2兆円〜3兆円増え、仮にその負担を電気料金にすべて転嫁すれば電気代は2割上昇するという試算がある。8月上旬の政府決定では、「計画停電の実施・電力使用制限令の発動・電気料金への転嫁の3つを極力回避する」という方針を守った上で、ピーク電力不足への対策および「減原発依存」と「分散型エネルギーシステムへの移行」を軸にした中長期でのエネルギー戦略の見直しを推進していくとした。その後、再生可能エネルギー買取法によって電気事業者に対して再生可能エネルギーの買い取りを義務付ける普及促進策（固定価格買い取り制度）が決定、2012年7月1日から実施される。
2012年4月下旬から5月上旬には関西電力管内の同年夏季需給見通しは14.9%の供給不足で厳しいという想定（需給検証委員会）が発表され、政府は西日本の電力各社に計画停電を行う場合の区割り等の準備を進める指示を出した。
また平行して福井県大飯発電所3,4号機では関西電力によるストレステストの審査が2012年2月13日に原子力安全・保安院、3月23日に原子力安全委員会をそれぞれ通過し、それ以降は地元住民、自治体、政府等による再開判断に移行した。4月13日には野田佳彦首相、枝野幸男経済産業大臣、細野豪志原発事故担当大臣、藤村修官房長官の関係3閣僚による協議において、供給見通しの厳しい関西電力の電力不足を回避するには再稼働が必要との結論を出すに至り、関西電力の電力危機回避のための再稼働が焦点となり地元同意に注目が集まった（地元同意の経緯については大飯発電所の項目を参照）。西川一誠福井県知事が首相に同意を伝えたことを受けて、政府は6月16日午前に同発電所の再稼働を決定。7月1日から大飯原発3号機が、7月18日から同原発4号機が再稼働した。

### 原子力規制委員会設置後
原発事故後、エネルギー政策を推進する立場にある経済産業省の中に、原子力安全・保安院があることが問題視された。そのため、原子力安全・保安院と原子力安全委員会を統合し、新たに環境省の外局として原子力規制委員会を設置する法律が2012年6月20日に成立、2012年9月19日に委員会が発足した。
原発の再稼働を巡っては、ストレステストを行なった後に再稼働させることで一度は決着したものの、新たに発足した原子力規制委員会が原子力発電所の新規制基準を策定することになり、原発は新規制基準に基づき安全性を審査され、認可されたものだけが再稼働できることになった。新規制基準では、大規模な自然災害やテロ攻撃などの外部事象を想定した過酷事故対策を行ない、既存の原発にも新基準を適用するとした。新規制基準は2013年7月8日に施行された。大飯原発は2013年9月に3号機・4号機とも定期点検のため運転を停止し、再び全国全ての原発が運転を停止した。
新規制基準による審査を経て、2015年8月11日に九州電力川内原子力発電所1号機が再稼働し、「原発ゼロ」は約2年ぶりに解消された。続いて同年10月15日には同原発2号機も再稼働した。
2016年1月29日、関西電力の高浜原子力発電所3号機が再稼働。同年2月26日には同発電所4号機も再稼働したが、3日後に異常を検知して緊急停止した。同年3月9日、大津地方裁判所が、滋賀県の住民の訴えを認めて高浜原発の運転を差し止める仮処分決定を下したため、3号機も再び運転を停止した。約1年後の2017年3月28日、抗告審でこの仮処分決定を大阪高等裁判所が取り消したため、関西電力は同年5月17日に高浜原発4号機を、6月6日に同3号機を再稼働させた。大津地裁は、新規制基準には不安な点があり、関電による安全性の証明も不十分だとした。一方で大阪高裁は、新規制基準は不合理ではなく、関電は新規制基準に適合した対策をしており、安全性が欠如しているとは言えないとした。

## 2011年3月の計画停電

### 東京電力
実施前

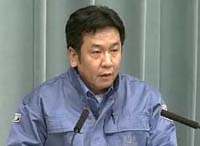
2011年3月14日、計画停電について会見する内閣官房長官枝野幸男

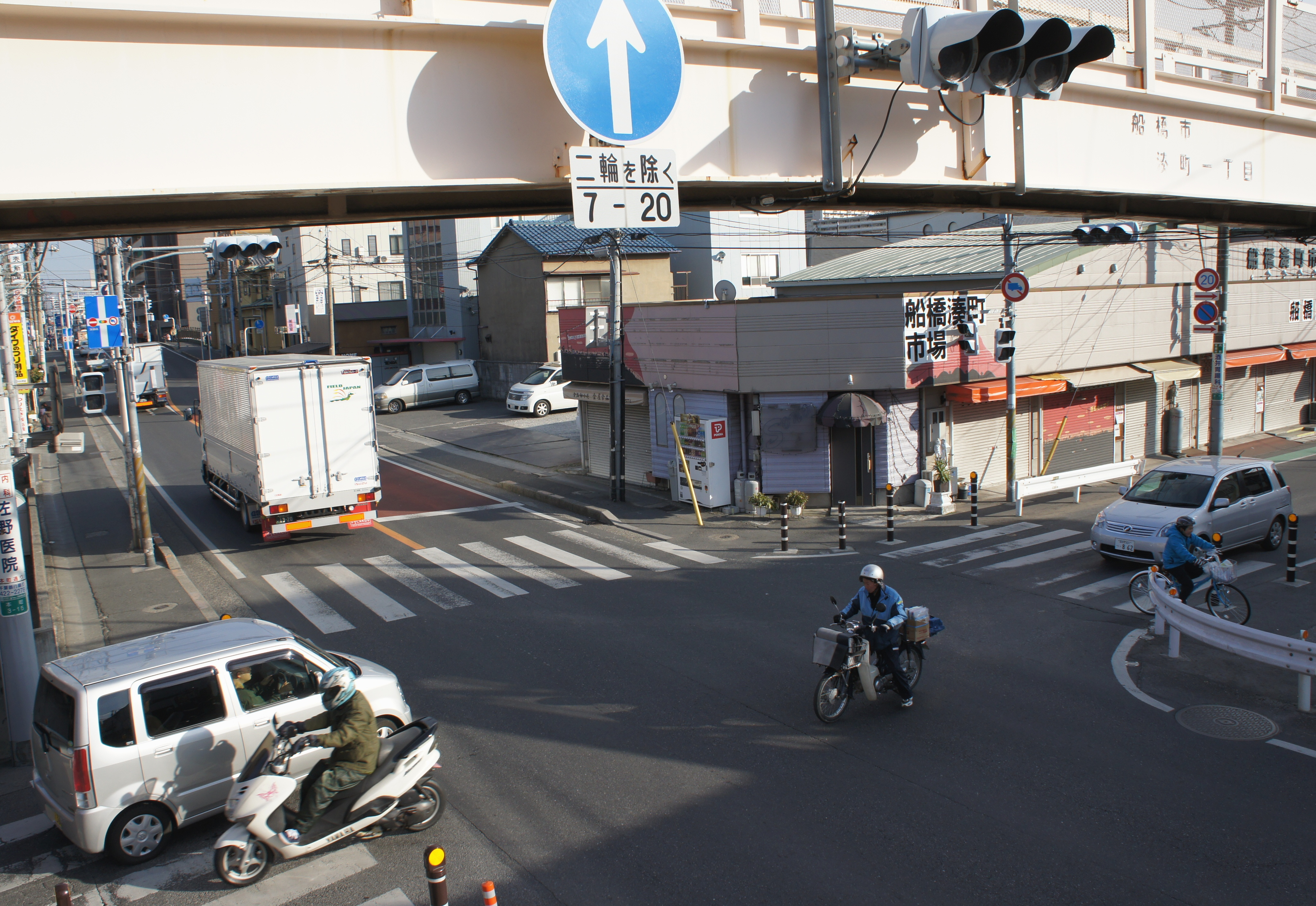
3月17日に計画停電が実施された船橋市の交差点。信号機が消灯している

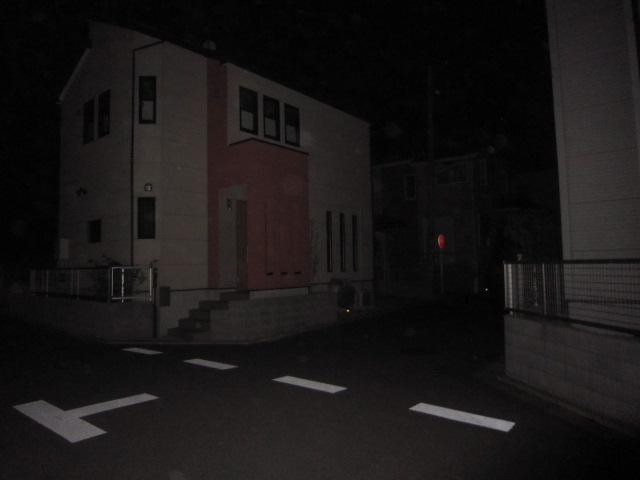
3月15日に計画停電が実施された習志野市の住宅

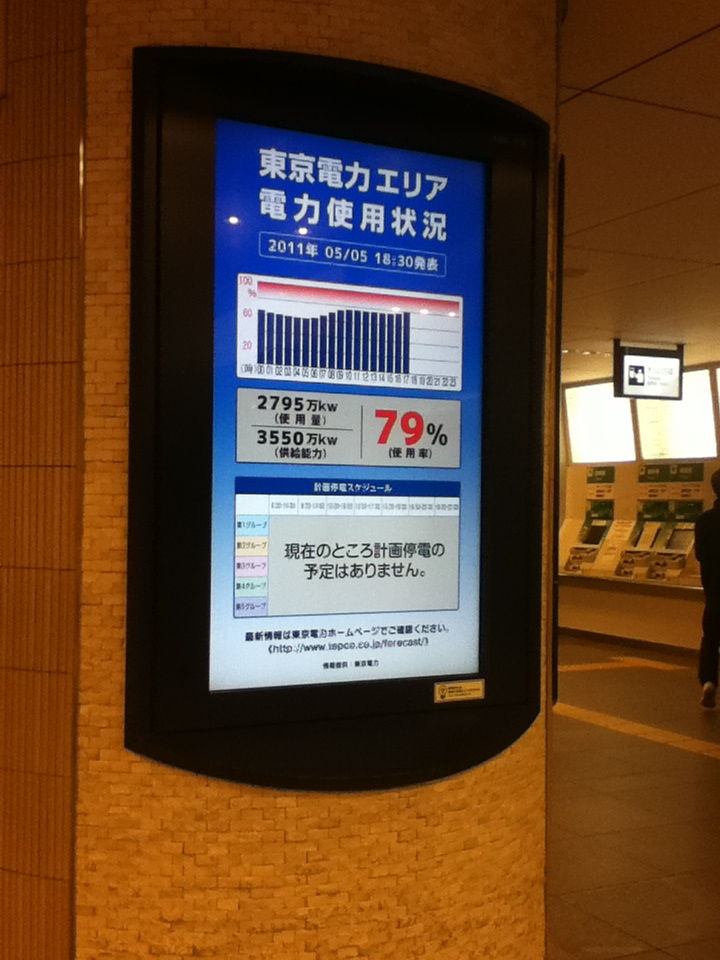
5月5日のJR恵比寿駅「エリア電力使用状況」79%

東京電力では、地震と津波で福島第一及び第二原子力発電所をはじめ、火力発電所、水力発電所および変電所、送電設備に大きな被害が発生したことにより、想定される電力不足に対応するため、3月12日（土曜日）に管轄地域内で輪番停電を実施する方針を示した。3月13日（日曜日）に日本国政府より、輪番停電の実施に了承を受けたことで、具体的な計画内容を発表した。2011年3月13日（日曜日）、海江田万里経済産業相は、今回の東北地方での地震に伴い『相当量の電力供給不足の事態を迎える可能性がある』として、日本経済団体連合会等に対して、大規模節電など電力需要の抑制を要請した。また同日、枝野幸男内閣官房長官は、節電啓発担当国務大臣に村田蓮舫行政刷新担当大臣を充てることや、電力供給不足対策本部を設置したことなどを記者会見で発表した。さらに13日夜の記者会見で、菅直人内閣総理大臣が国民向けメッセージを発表し、その中で東京電力による計画停電（各地域を5つのグループに分け1日1回3時間程度、電力需給状況によっては複数回）の実施を了承したことを発表した（今回の計画停電は戦後の混乱期以来の事例となる）。
東京電力は3月13日、輪番停電を14日（月曜日）から4月末まで需給状況に応じて実施すると発表した（東京都千代田区・中央区・港区、被災地、群馬県の水力発電所がある地域などの一部地域は対象外）。
計画停電の実施
輪番停電は3月14日（月曜日）午後5時から、茨城県、静岡県、山梨県、千葉県の各一部地域で初めて行われた。3月15日以降も輪番停電は実施されていたが、3月28日以降は実施されておらず、4月8日、東京電力は定期検査で停止中であった火力発電所の稼動で電気の供給力が増したこと、また気温の上昇による暖房への需要が減ったことなどの理由から供給に対する不安が減ったとして、6月3日までの間は輪番停電を原則として実施しない旨を発表した。東京電力は今夏の電力供給力見通しを約5200万kWに上方修正すると発表したが、夏季のピーク需要は約5500万kWと想定されており、東京電力は夏季の輪番停電の回避に向けて供給の確保に全力を挙げるとしている。
震災直後の報道で、福島第一原子力発電所・福島第二原子力発電所・広野火力発電所・常陸那珂火力発電所は、津波によって復旧の見通しが立たないほど壊れており、計画停電は夏や冬にも再び実施される可能性があるとされた。常陸那珂火力発電所は5月に復旧したが、福島第一は廃炉方針。その他は復旧していない。
問題点
東京電力による計画停電は3月14日（月曜日）に開始され、実際に停電を実施した地域は一部に留まったが、東電の発表が性急過ぎた為に問題点が生じて、周知不足による混乱が相次いだ。
計画停電の大まかなグループ分けが発表されたのは13日（日曜日）20:00頃、最初の停電実施予定は14日（月曜日）6:40からで、10時間前という急な発表という形になった。各企業や自治体等は急な対応を迫られたほか、供給確保により停電予定が直前に中止となる例が相次いで、周知不足による情報の混乱が社会活動全般に影響を与えた。14日（月曜日）朝は、首都圏の広範囲で鉄道の運行が中止・変更また東電の発表に合わせて段階的に再開する事態となって、月曜日の通勤・通学は大混乱となった。
「東北地方太平洋沖地震」という名称や、千葉県と茨城県の大きな被災状況をマスコミが報じなかった事などが影響したと見られるが、千葉県や茨城県は大きな被災はしていないという東電の誤認からか、両県の全域が対象地域に含まれ、津波などで大きな被害を受けていた茨城県鹿行地域や千葉県旭市などでは実際に停電が実行される事態となった。また、実施はされなかったものの、発表時点や当日朝の時点でも地震による停電からまだ復旧していなかった地域も対象地域に含まれていた。
このような事態が発生したこともあり、茨城県の橋本昌・千葉県の森田健作両知事が被災地での停電実施措置除外を何度も要請したことから、15日以降は被災した茨城県及び千葉県内の一部市は、当面の間対象から除外された。また3月15日に静岡県東部で発生した震度6強の地震の影響で、静岡県東部も16日以降除外の予定とされたが、需給状況が非常に厳しかったため、3月18日から対象地域に戻された。停電実施により不利益が発生する水力発電所のある地域（群馬県北部など）や、鉄道事業者の変電所のある地域（東京都武蔵野市全域など）は対象から除外となった。
東電による計画停電は3月15日以降も随時予定が発表され、需給状況を推測して必要とされる日時に実施されていた。対象地域と時間帯は「（前日の）夕刻までに計画を作り報告する」と東電より説明が行われたが、単日ではなく複数日まとめて計画が発表された。

### 東北電力
東北電力でも管轄地域内の秋田県、山形県、新潟県の3県を中心とした一部地域で計画停電を行うことを3月15日に発表。同年3月16日から実施の予定だったが、需給バランスが緩和したため中止した。東北電力による需給状況の予測で、当面の電力供給に不安はないとの判断により、実施は見送られている。

## 2011年夏季の電力危機

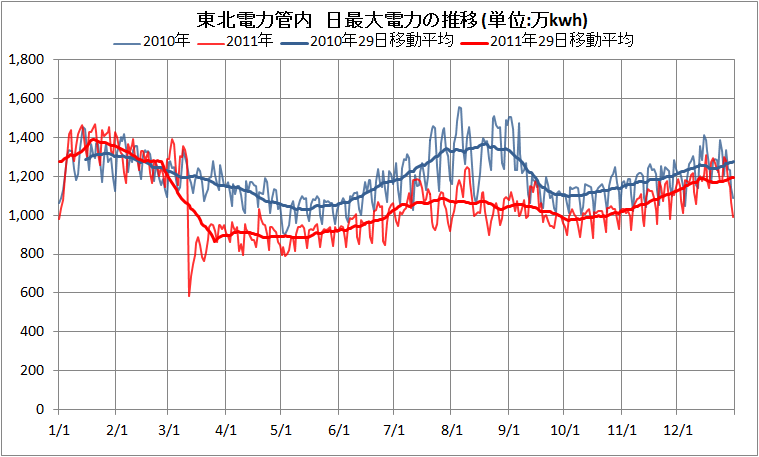
東北電力管内の日最大電力の推移
青：2010年、赤：2011年

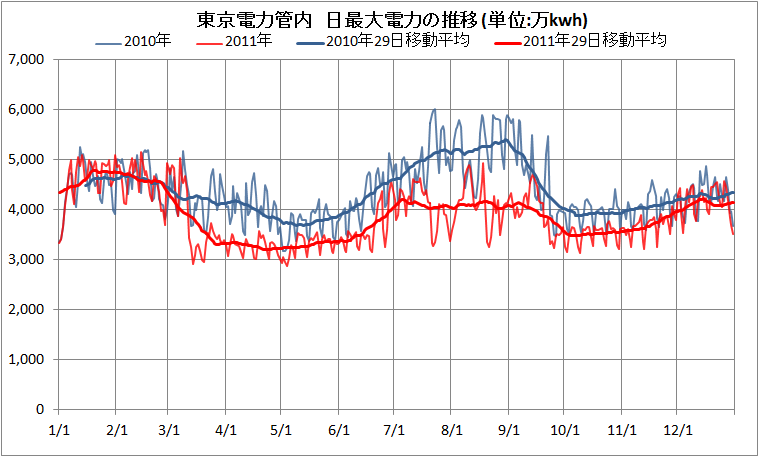
東京電力管内の日最大電力の推移
青：2010年、赤：2011年

例年夏場には冷房需要急増に伴って需要が年間のピークを迎える。東北電力では8月最大供給1,230万kW（東京電力からの融通見込みを含めると1,370万kW）に対して8月最大需要1,300 - 1,380万kW（5月13日発表値）、東京電力では7月末最大供給5,520万kW（東北電力への融通見込みを含めると5,380万kW）に対して7月末最大需要5,500万kW、8月末最大供給5,620万kW（同5,480万kW）に対して5,500万kWと、それぞれ再び供給不足に陥ることが予想された。
経済産業省は5月13日、東北電力・東京電力管内において需要の一律15%削減（ピークカット）を目指すことを発表した。そのうち、契約電力500kW以上の大口需要家に対しては、需要がピークに達する下記時間帯において、前年同期の最大電力量から15%削減した電力量を上限とし、（1時間毎の電力量値が）これを超過した場合は罰則を伴う「電力使用制限令」（電気事業法第27条に基づく）を7月1日から発動した。電力使用制限令の発動は、1973年のオイルショック以来、38年ぶり。
この制限令では、今回の地震による被災地域・福島第一原発事故の被災地域の需要家は対象外となっているほか、医療、介護福祉、交通、物流、インフラ供給のほか、使用量変動が少なく削減が困難な半導体工場、稼働時間が限定される新聞印刷工場などで、削減幅を緩和したり、削減時間帯を調整したりする緩和措置がとられている。
さらに、関西電力でも6月10日に法的強制力の無い15%の節電要請を行っている。6月15日に北陸電力も節電要請を行った。
節電措置としては、まず単純に削減可能な電力を削減した上で、必要な電力については使用時間を規制時間帯以外の夜間・早朝あるいは土日祝にずらす方法がある。また、複数の工場・事業所を持つ企業内で、電力量の合算値で削減することを認める「共同使用制限スキーム」が導入され、企業内での調整が可能となっている。
| 電力会社 | 要請日  | 実施期間                                                                       | 実施時間     | 削減目標値 | 法的強制力 | 備考 |
| 東北電力 | 5月13日 | 7月1日 - 9月9日（土・日・祝日除く）                                            | 9:00 - 20:00 | 15%        | 有         |      |
| 東京電力 | 5月13日 | 7月1日 - 9月22日（土・日・祝日除く） ※9月9日に前倒し終了。これ以降は強制力なし | 9:00 - 20:00 | 15%        | 有         |      |
| 関西電力 | 6月10日 | 7月1日 - 9月22日（土・日・祝日除く）                                           | 9:00 - 20:00 | 15%        | 無         |      |
| 北陸電力 | 6月15日 | 設定無し                                                                       | 設定無し     | 設定無し   | 無         |      |

このほかの中部電力・中国電力・九州電力でも原子力の点検等停止や火力のトラブル停止等により供給が低下したことで、融通範囲に入る四国電力も含めて西日本でも「国民生活及び経済活動に支障を生じない範囲での節電」を呼び掛けた。
こうして実施された節電措置等により、2011年の7月・8月中に電力が危機を迎える事態は回避された。東京電力では8月18日15:00台の4,922万kWが最大でピーク時昨年比1,077万kW（-18%）低減され、使用電力量も7〜8月通期昨年比-14%低減された。東北電力管内では8月9日14:00台の1,246万kWが最大でピーク時昨年比311万kW（-20%）低減され、使用電力量も7月通期昨年比-11%、8月通期昨年比-17%低減された。経済産業省は8月30日に、例年のピークの時期を過ぎ、今後は気温が次第に低下して需要も減少していくと考えられ、供給に余裕が出てきている事および被災地から早期終了を求める声が上がっている事などを理由に、東北・東京電力管内の地震と豪雨（平成23年7月新潟・福島豪雨）の被災地では9月2日、その他の東京電力管内では9月9日に電力使用制限令を解除し「努力目標」としての削減要請に切り替えることを発表し、早期解除を行った。

## 2011 - 2012年冬季の電力危機
冬季は暖房需要の増加によって電力需要が増加する。東北電力では夏よりも1割弱程度少ないものの、前冬の最大需要1,470万kWは復旧や他社融通を含めた供給見通しである「1,300kW程度」を大きく上回っている。震災による需要低下（今夏最大電力時で130万kWと推定）や節電による削減も見込めるが不透明であり、9月末時点では精査中ながらも「非常に厳しい」という見通しを明らかにしている。
原発依存度が高い関西電力では原発の点検停止等により、今冬は最大需要が供給力を8.4%上回る非常に厳しい状況になることが予想されている（2011年7月27日の推定）。今冬の見通しについて、10月下旬には数値や対策などが発表される予定。
供給増強を踏まえながら需要の検討を行った結果、経済産業省は11月1日に冬季の節電目標を発表した。
| 電力会社 | 要請日  | 実施期間                                         | 実施時間     | 削減目標値 | 法的強制力 | 備考 |
| 関西電力 | 11月1日 | 12月19日 - 3月23日（土・日・祝日・年末年始除く） | 9:00 - 21:00 | 10%        | 無         |      |
| 九州電力 | 11月1日 | 12月19日 - 2月3日（土・日・祝日・年末年始除く）  | 8:00 - 21:00 | 5%         | 無         |      |

上記2電力会社管内では原子力発電所停止により大幅な供給減少が発生することにより、数値目標を設定した上で節電を要請する。東北電力でも需要超過が予測されるものの、夏季同様に北海道・東京両電力からの融通により補う予定。数値目標を設定していないそのほかの電力会社でも、また2社でも冬季の他の期間において、12月1日 - 3月30日の平日（年末年始除く）の9:00（九州電力は8:00） - 21:00に、「日常生活や経済活動等に支障のない範囲」での節電を行うよう呼びかけている。
冬季の電力需要は日負荷曲線がなだらかであり、朝の起床後にあたる6:00前後から増えはじめて10:00前後にピークとなり、昼食時の12:00頃から暖かい15:00頃まで一時的に減少した後、再び増えて18:00頃再びピークとなり、やがて深夜にかけて緩やかに減少するという経過をたどる。よって需要のピークは朝から夕方まで続き、夏季に比べて削減時間帯は長くなる。また、夜間の需要が昼間に比べてそれほど減少せず、夜間電力が少ないため揚水発電によるピーク時への供給シフト量が夏季より小さい。また、需要家によってもピークが異なり、事業者等の大口・小口需要家では朝需要が急増して10:00頃ピーク付近に達し夕方まで続く傾向、家庭では帰宅により家庭での電気使用が増える夕方から夜にかけてピークとなる傾向がある。関西電力では、家庭に対しては18:00 - 21:00において重点的に節電を行うよう要請した。九州電力では、ピークとなる8:00 - 11:00と17:00 - 20:00において重点的に節電を行うよう要請した。

## 2012年夏季の電力危機

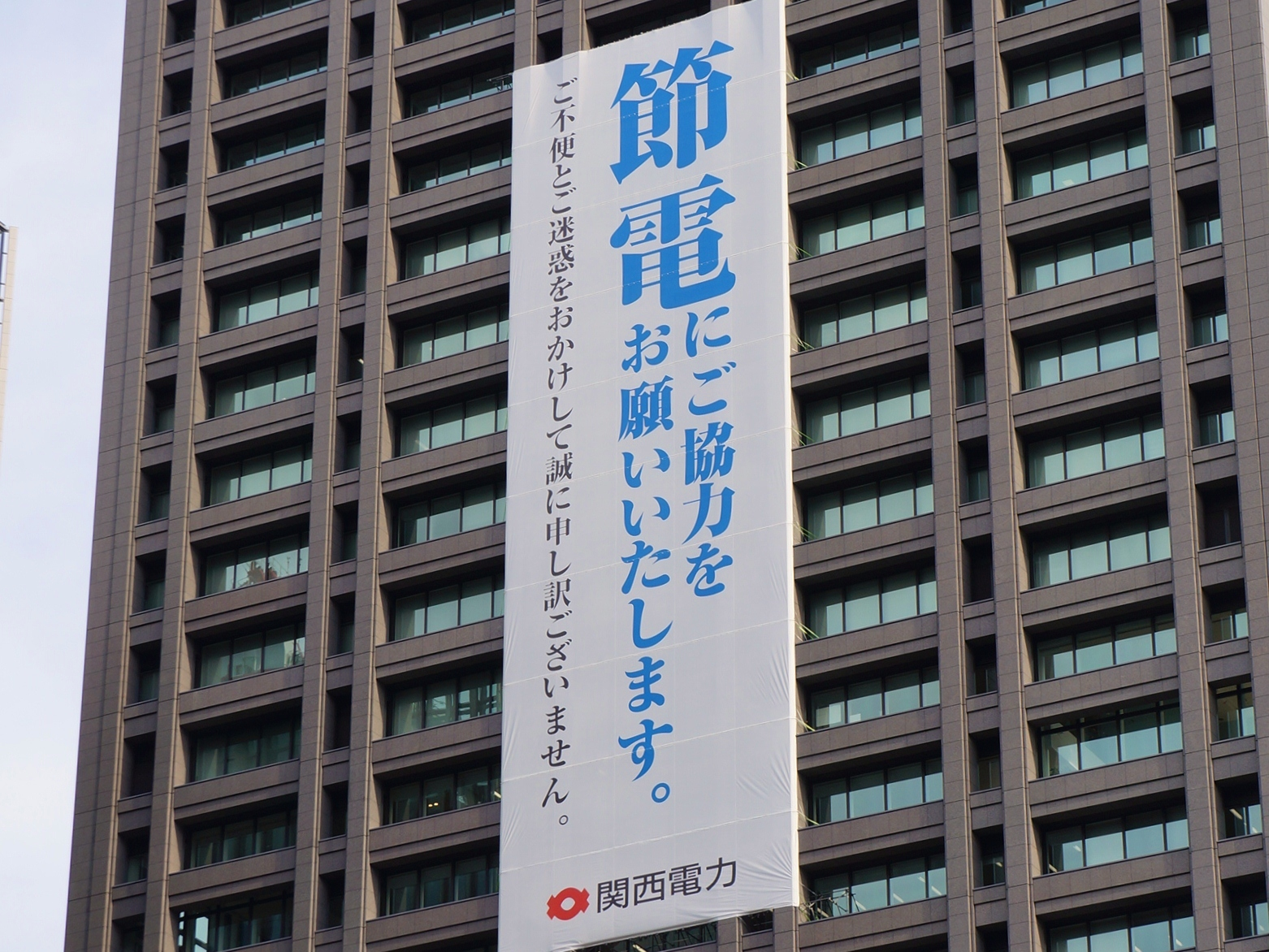
関電本店に掲げられた節電を呼びかける垂れ幕（2012年8月）

福島第一原子力発電所事故に伴う安全性担保の問題から日本各地の原子力発電所の再稼働が留保されており、安全確認中であるものの、現段階で再開のめどは立っていない。2012年5月5日には泊原子力発電所3号機の停止により、1970年以来42年ぶりに日本の国内の全ての原子力発電所が停止した。
仮に原発再稼働がない場合、2012年夏季の電力供給は2011年夏季よりも減少する地区がある。東京電力では同年8月末の供給力が5,193万kW（2011年7月27日経済産業省発表）、東北電力では同1,485万kW（同）、北海道電力では同474万kW（同）、中部電力では同2,750万kW（同）、関西電力では同2,533万kWなどとなっていて（同）、原発依存度の高い管内では関西電力の2割を筆頭に大きく低下する見込み。これに対して主に火力で供給を補う動きが各社で見られており、東北電力では火力復旧や緊急増設により2011年夏に比べて310万kWの増強を予定している。
需要予測と供給予測の検討が進められる中、2012年夏季についても関西電力、北海道電力、九州電力の各管内で供給不足が予想されるため、節電要請を行う可能性があると2012年5月上旬に報じられた。
経済産業省は5月18日に節電要請の内容を発表した。沖縄電力を除く各社管内に「一般的節電要請」として7月2日 - 9月28日（土・日・祝日・お盆休み除く）の9:00 - 20:00の節電を呼び掛けるとともに、以下の目標を設定した。
| 電力会社   | 要請日       | 実施期間                                      | 実施時間     | 削減目標値   | 法的強制力   | 備考                                           |
| 関西電力   | 5月18日      | 7月2日 - 9月7日（土・日・祝日・お盆休み除く） | 9:00 - 20:00 | 15%          | 無           | 大飯原子力発電所の再稼動によって変更の場合あり |
| 九州電力   | 5月18日      | 7月2日 - 9月7日（土・日・祝日・お盆休み除く） | 9:00 - 20:00 | 10%          | 無           |                                                |
| 北海道電力 | 5月18日      | 7月2日 - 9月7日（土・日・祝日・お盆休み除く） | 9:00 - 20:00 | 7%           | 無           |                                                |
| 四国電力   | 5月18日      | 7月2日 - 9月7日（土・日・祝日・お盆休み除く） | 9:00 - 20:00 | 7%           | 無           |                                                |
| 中部電力   | 5月18日      | 7月2日 - 9月7日（土・日・祝日・お盆休み除く） | 9:00 - 20:00 | 7%           | 無           |                                                |
| 北陸電力   | 5月18日      | 7月2日 - 9月7日（土・日・祝日・お盆休み除く） | 9:00 - 20:00 | 7%           | 無           |                                                |
| 中国電力   | 5月18日      | 7月2日 - 9月7日（土・日・祝日・お盆休み除く） | 9:00 - 20:00 | 7%           | 無           |                                                |
| 東京電力   | 5月18日      | 設定なし                                      | 設定なし     | 設定なし     | 無           |                                                |
| 東北電力   | 5月18日      | 設定なし                                      | 設定なし     | 設定なし     | 無           |                                                |
| 沖縄電力   | 節電要請なし | 節電要請なし                                  | 節電要請なし | 節電要請なし | 節電要請なし |                                                |

大飯発電所の再稼働を受けて関西と四国で目標が緩和、中部・北陸・中国で目標設定「なし」に緩和されると報じられているが、正式には出力が回復したあとに見直しを行う見込み。

## 2012年冬季からコロナ禍
2012～2013年冬季以降も、沖縄電力以外、電力不足の状態は続き、毎年夏季と冬季には政府から節電要請が出された。2013年夏からは、数値目標を設けない節電要請に切り替えられた。
政府は2016年夏季、震災後初めて節電要請を行なわなかった。全国の原子力発電所のうち九州電力の川内原発しか稼働していない状況だった（8月からは伊方原発も稼働）が、企業や一般市民の節電の取り組みが定着したことや、電力小売り自由化に伴い新しい電力事業者が参入したこと、再生可能エネルギーが増加したこと、電力会社間での電力融通が行なわれることなどにより、需給に余裕ができたためであった。
2016年度冬季以降も2021年度まで、夏季冬季ともに節電要請は見送られた。

## 2022年以降
2022年3月16日の福島県沖地震で火力発電所が損壊、再び電力需給が不安定となった。3月22日には政府から東京電力・東北電力に対し、電力需給ひっ迫警報が発令され、目標付きの節電要請が行なわれたが、各所の協力により幸いにもブラックアウトや計画停電は逃れた。6月下旬、災害級の猛暑の影響で需給がひっ迫し電力需給ひっ迫注意報が出された。引き続き2022年夏季も電力需給ひっ迫の懸念性があることから、2015年以来となる数値目標なし節電要請を実施した。また同年にはロシアのウクライナ侵攻により燃料調達が不安視された。
2022年冬季は当初マイナス予測だったが、火力発電所復旧などでかろうじて確保した。ただし、需給が厳しいことに変わりはなかったため、数値目標なしの節電を要請した。2023年夏季も特に需給が厳しい東京電力のみ、7、8月で節電を要請。冬季は火力発電所の運転再開で供給力が向上したため、需給が安定、2年ぶりに冬の節電は行わなかった。
2024年6月、夏季の需給は需給ひっ迫注意報のレベル、東日本エリアで予備率4％台と厳しいが、齋藤健経済産業省大臣は「この夏は、全国エリアで事前の節電要請は行わない」と表明。しかし7月上旬、静岡市で40.0℃、東京都府中市で39.2℃、練馬区で38.1℃となるなど想定外猛暑に見舞われたため、北陸電力管内で電力使用率100％などといった各電力エリアで需給がひっ迫した。この夏も予断を許さないが7月8日時点では節電要請は考えていないと発表した。

## その他の問題

### 温室効果ガス排出量の増加
日本は、京都議定書によって二酸化炭素を主とする温室効果ガスの排出削減義務を負っているが、各地にある原子力発電所の停止によって代替電源を火力発電に求めざるをえないことから、温室効果ガスの排出量が増加し、京都議定書の削減目標を達成することが困難といわれた。
さらに福島第一原子力発電所の事故により、原子力発電所の新設にも高いハードルができたことから、日本の態度変化でポスト京都議定書の枠組みそのものに影響を及ぼす可能性も指摘された。

2011年12月に、細野環境大臣がCOP17で「日本はポスト京都議定書の温室効果ガスを削減する国際法上の義務があるメンバーから離脱する」ことを宣言した。このことにより日本は国際法上の削減義務は負わなくなったが、2013年以降も削減努力を続けることを言明した。
京都議定書については、「京都メカニズムクレジット」として他国から排出削減量を購入するなどして達成された。